# Eugenia Bueso
Eugenia Bueso (también escrito Buesso) fue una poeta y relacionera aragonesa nacida en Borja (Zaragoza), y activa en la segunda mitad del siglo XVII, durante el reinado de Carlos II.

## Biografía
Conocemos poco de la biografía de Eugenia Bueso, pero poco a poco se va sabiendo algo: según Luis Antonio González Marín, la poetisa era natural de Borja y se relacionaba con el compositor Joseph o José Ruiz Samaniego, un alabado buen creador de villancicos, a quien daba algunas letras. No era muy frecuente que una mujer escribiese relaciones de sucesos, pero ya lo había hecho, por ejemplo, Ana Caro de Mallén, quien compuso y publicó cuatro, también de intención político-propagandista. Aparte de eso, fue una escritora y poetisa de estilo gongorino de la segunda mitad del siglo XVII muy elogiada por sus contemporáneos.

## Obra
Su obra fue recogida y comentada, con grandes alabanzas, por el cronista del reino don Diego José Dormer.
Sólo conocemos tres breves escritos, del género de las relaciones de sucesos, publicados en 1669 en Zaragoza, todos en verso.
1. Relación de la entrada en la imperial ciudad de Zaragoza hecha por el Serenísimo Sr. D. Juan de Austria. Zaragoça, Diego Dormer, en la plaça de la Seo, 1669. 
La obra, publicada en 1660, es un pliego suelto que carece de paratextos legales. En la primera hoja, al pie del título, se lee “Compuesta por Eugenia Buesso, natural del reino de Aragón” y seguidamente comienza la relación en métrica de romance, cuyos primeros versos hacen las veces de dedicatoria expresa a Juan José de Austria, celebrando su entrada en la ciudad de Zaragoza como virrey. El texto está dispuesto a doble columna. En la última hoja del pliego figura el colofón.
2. Relación de las fiestas que en la Imperial Ciudad de Zaragoza se han hecho por la canonización de San Pedro Alcántara y Santa María Magdalena de Pazzi, en verso español endecasílabo (1669).
3. Relación de la corrida de toros que la Imperial ciudad de Zaragoça hizo en obsequio a su Alteza, Zaragoza: Juan de Ibar, 1669.
La primera de ellas tiene interés como ejemplo de discurso público femenino y de la participación de una mujer que quiere asentarse como escritora en la vida política. La tercera, en octavas reales, se refiere también a don Juan José de Austria, hermanastro de Carlos II, describe la comitiva del mismo y una corrida de rejoneo en la que actuaron tres caballistas: Luna, Pueyo, Suazo, el Cordobés, Heril, Toledo y Bracamonte, y se desjarretaron seis toros.
El uso de la métrica del romance y el de la octava real es canónico: Lope de Vega en su Arte nuevo de hacer comedias en este tiempo (1609) afirmaba que ambas estrofas eran convenientes para narrar hechos y que la segunda los presentaba con mayor vistosidad y, por tanto, debía emplearse en los hechos importantes.